# 塞布尼茨
塞布尼茨（德語：Sebnitz，發音：[ˈzeːpnɪts] ⓘ，發音：[ˈzɛbnʲitsa]）是德国萨克森州萨克森施韦茨-东厄尔士山县的城市，曾是塞布尼茨县的县治，面积88.23平方千米，2023年12月31日人口为9,537人。